# امیلیانو بونازولی
امیلیانو بونازولی (به ایتالیایی: Emiliano Bonazzoli) بازیکن فوتبال و مهاجم اهل ایتالیا است که از سال ۲۰۰۶ میلادی عضو تیم ملی فوتبال ایتالیا بوده و در ۱ بازی ملی حضور داشته‌است. او در بازی‌های ملی‌اش گلی به ثمر نرساند.
امیلیانو بونازولی آخرین بازی ملی خود را در سال ۲۰۰۶ میلادی انجام داد.